# Nigorie
Nigorie é um filme  de drama produzido no Japão e lançado em 1953, sob a direção de Tadashi Imai.